# Dwight Blackson
Dwight Blackson (Paramaribo, 16 ottobre 1971) è un allenatore di calcio ed ex calciatore surinamese, di ruolo attaccante.

## Carriera

### Calciatore
Vanta 15 presenze in Eredivisie con la maglia del Feyenoord.

### Allenatore
Dal 1º luglio 2022 sarà assistente di Dick Schreuder alla guida del PEC Zwolle.